# Euproctis albolyclene
Euproctis albolyclene är en fjärilsart som beskrevs av Holloway 1999. Euproctis albolyclene ingår i släktet Euproctis och familjen tofsspinnare. Inga underarter finns listade i Catalogue of Life.